# Sabine Azéma
Sabine Florence Azéma (París, 20 de septiembre de 1949) es una directora y actriz francesa de teatro, cine y televisión.

## Biografía
Hija de abogado, estudió arte dramático con Jean Périmony después de cursar bachillerato y con veinte años entró en el conservatorio con Antoine Vitez como profesor. Al principio, en el teatro le daban papeles de chica traviesa, pero conoció a Claude Sainval, director del Teatro de los Campos Elíseos, quien le confía su primer gran papel en La Valse des toréadors (1974), de Jean Anouilh, donde era la hija de Louis de Funès.
Gracias a este papel, las propuestas se multiplicaron y empezó a trabajar en la televisión en 1975, y más tarde en el cine en 1976 con una comedia de Georges Lautner : On aura tout vu, junto a Pierre Richard y Jean-Pierre Marielle.
Desde 1998 fue la segunda esposa del realizador Alain Resnais, fallecido en marzo de 2014.

## Obra

### Filmografía

#### Como actriz
- 1976: On aura tout vu de Georges Lautner ....Srta. Claude Ferroni
- 1976: Le Chasseur de chez Maxim's de Claude Vital
- 1977: La encajera de Claude Goretta
- 1981: On n'est pas des anges... elles non plus de Michel Lang
- 1983: La vie est un roman de Alain Resnais .... Elisabeth Rousseau
- 1984: Un dimanche à la campagne de Bertrand Tavernier .... Irène
- 1984: L'Amour à mort de Alain Resnais .... Elisabeth Sutter
- 1985: Zone rouge de Robert Enrico .... Claire Rousset
- 1986: Mélo de Alain Resnais .... Romaine Belcroix
- 1989: La Vie et rien d'autre de Bertrand Tavernier .... Irène
- 1989: Cinq jours en juin de Michel Legrand .... Yvette
- 1989: Vanille fraise de Gérard Oury .... Clarisse Boulanger
- 1990:  Trois Anees de Fabrice Cazenueve
- 1993: Smoking / No Smoking de Alain Resnais
- 1995: Les Cent et une nuits de Simon Cinéma de Agnès Varda .... Sabine/Irène
- 1995: Le bonheur est dans le pré d'Étienne Chatiliez .... Nicole Bergeade
- 1995: Mon homme de Bertrand Blier .... Bérangère
- 1995: Noir comme le souvenir de Jean-Pierre Mocky
- 1997: On connaît la chanson de Alain Resnais .... Odile Lalande
- 1999: Le Schpountz de Gérard Oury .... Françoise
- 1999: La Bûche de Danièle Thompson .... Louba
- 2000: El pabellón de los oficiales de François Dupeyron .... Anaïs
- 2001: Tanguy de Étienne Chatiliez .... Edith Guetz, la madre de Tanguy
- 2003: Pas sur la bouche de Alain Resnais .... Gilberte Valandray
- 2003: Le Mystère de la chambre jaune de Bruno Podalydès .... Mathilde Stangerson
- 2005: Le Parfum de la dame en noir de Bruno Podalydès .... Mathilde Stangerson
- 2005: Peindre ou faire l'amour de Arnaud Larrieu y Jean-Marie Larrieu .... Madeleine Lasserre
- 2005: Olé! de Florence Quentin .... Alexandra
- 2006: Cœurs de Alain Resnais
- 2007: Faut que ça danse ! de Noémie Lvovsky .... Violette
- 2008: Le Voyage aux Pyrénées de Arnaud Larrieu y Jean-Marie Larrieu .... Aurore Lalu
- 2009: Les herbes folles de Alain Resnais .... Marguerite.
- 2010: Donnant, donnant de Isabelle Mergault
- 2011: La fille du puisatier de Daniel Auteuil
- 2012: Vous n'avez encore rien vu de Alain Resnais
- 2014: Aimer, boire et chanter de Alain Resnais
- 2015: Cosmos de Andrzej Żuławski
- 2016: Cézanne et moi de Danièle Thompson
- 2016: Ma famille t'adore déjà ! de Jérôme Commandeur
- 2017: Raid Dingue de Dany Boon
- 2017: Chouquette de Patrick Godeau

#### Como directora
- 1992: Bonjour Monsieur Doisneau
- 1997: Quand le chat sourit (TV)

### Teatro
- 1973: La Valse des toréadors de Jean Anouilh, puesta en escena de Jean Anouilh y Roland Piétri, Comédie des Champs-Elysées.
- 1974: Le Sexe Faible de Édouard Bourdet, puesta en escena Jacques Charon.
- 1975: Le Zouave de Claude Rich, puesta en escena Jean-Louis Thamin.
- 1976: Le Scénario de Jean Anouilh, puesta en escena Jean Anouilh y Roland Piétri, Théâtre de l'Œuvre.
- 1977: Si t'es beau, t'es con de Françoise Dorin, puesta en escena Jacques Rosny, Théâtre Hébertot.
- 1980: Silence... on aime de Michel Lengliney, puesta en escena Maurice Risch, Théâtre des Bouffes-Parisiens.
- 1982: La Pattemouille de Michel Lengliney, puesta en escena Jean-Claude Islert, Théâtre de la Michodière.
- 1999: Home and garden de Alan Ayckbourn.

### Televisión
- 1974: Le sexe faible de Édouard Bourdet, puesta en escena de Jacques Charon, dirección de Georges Folgoas, con Jacques Charon, Lise Delamare, Denise Gence.
- 1981: Silence on aime de Michel Lengliney, puesta en escena de Maurice Risch, dirección de Pierre Sabbagh, con Jean Barney, Henri Courseaux.
- 1982: La quadrature du cercle de Valentin Kataiev, dirección de Pierre Sabbagh, con Georges Beller, Henri Courseaux.

### Como escritora

#### Libros
- Prefacio a Robert Doisneau, la vie d'un photographe, ed. Hoëbeke, 1996 ISBN 978-2842300197

- Trois contes de Grimm, audiolibro, ed. Mango, 2003 ISBN 978-2740415887

## Premios
- 1985: César a la mejor actriz por Un dimanche à la campagne.
- 1987: César a la mejor actriz por Mélo.

### Nominaciones
- 1984: César a la mejor actriz secundaria por La vie est un roman.
- 1990: César a la mejor actriz por La vie et rien d'autre.
- 1994: César a la mejor actriz por Smoking / No Smoking.
- 1996: César a la mejor actriz por Le bonheur est dans le pré.
- 1998: César a la mejor actriz por On connaît la chanson.